# Piaskowiec tumliński

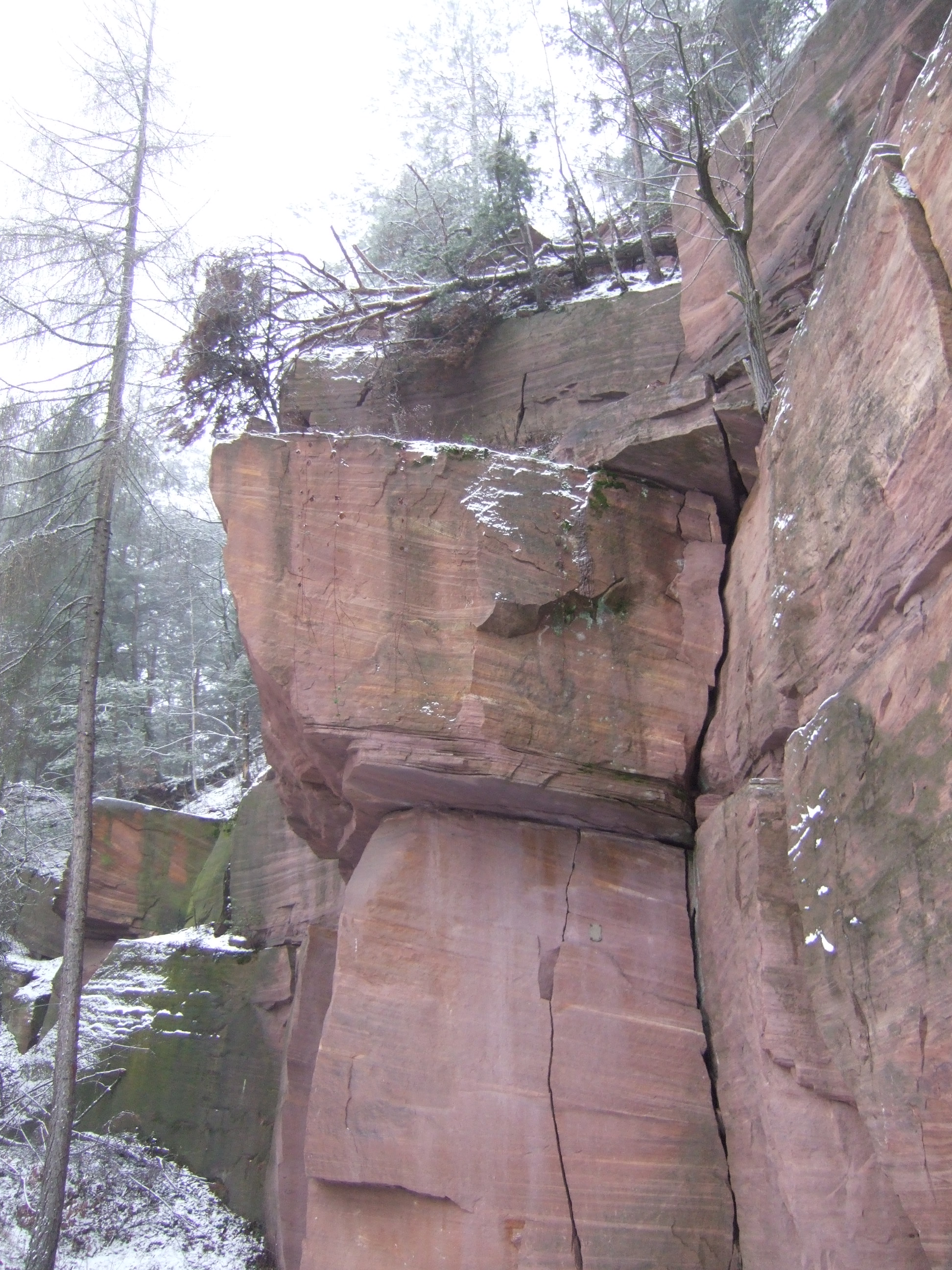
Odsłonięcie piaskowca tumlińskiego na górze Ciosowa

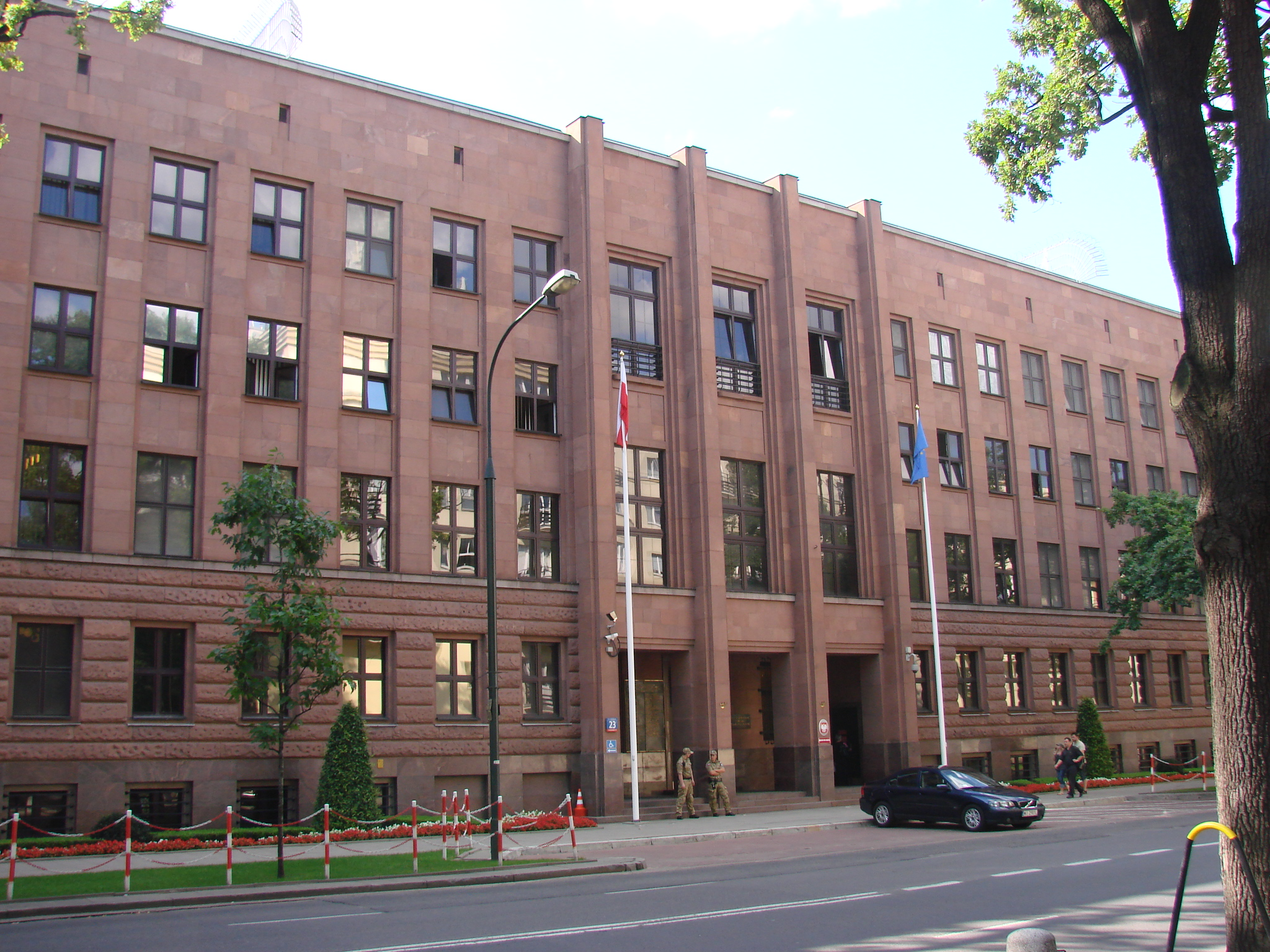
Fasada gmachu Ministerstwa Spraw Zagranicznych w Warszawie wykonana z piaskowca tumlińskiego

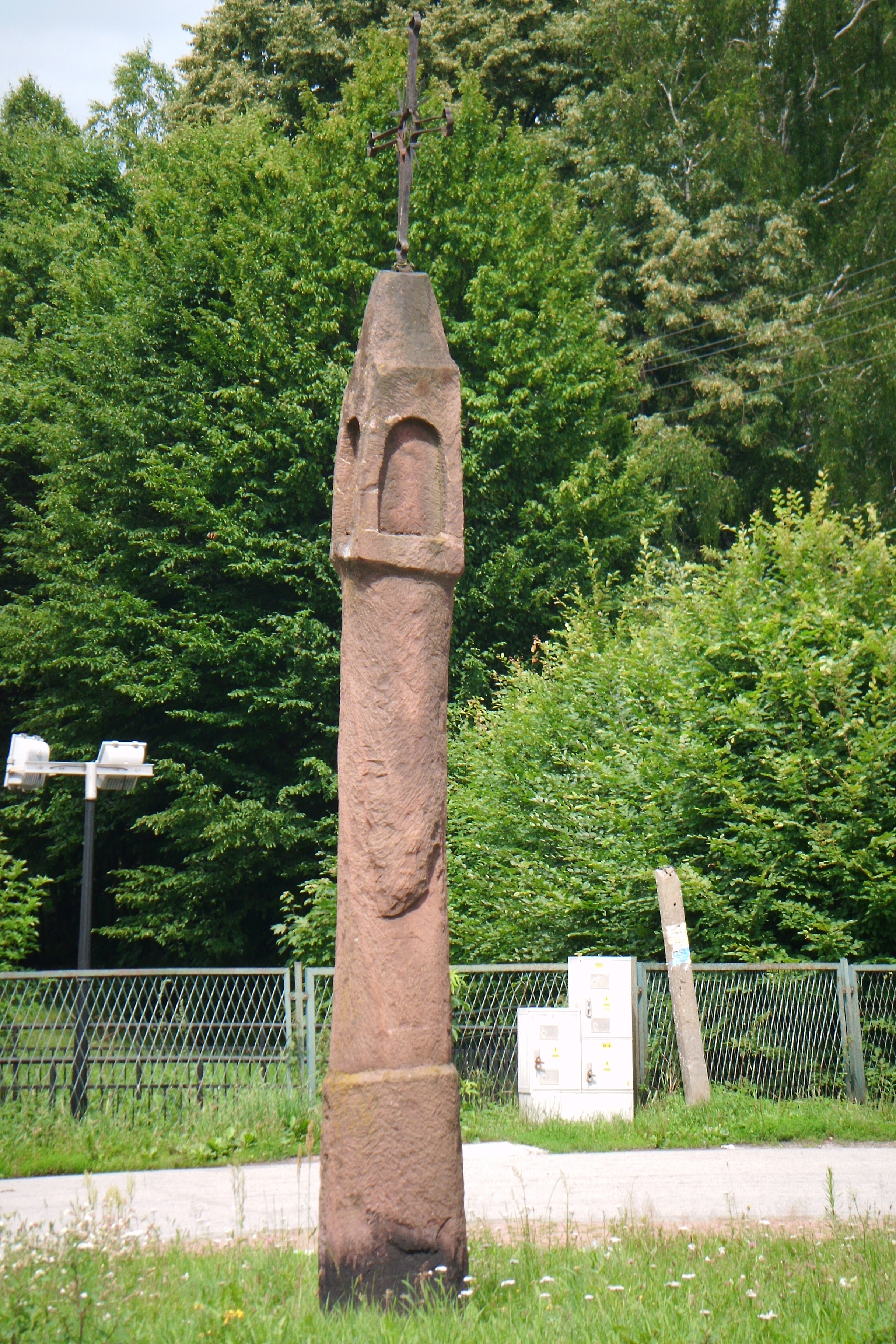
XVIII-wieczny kamienny drogowskaz wykonany z piaskowca tumlińskiego

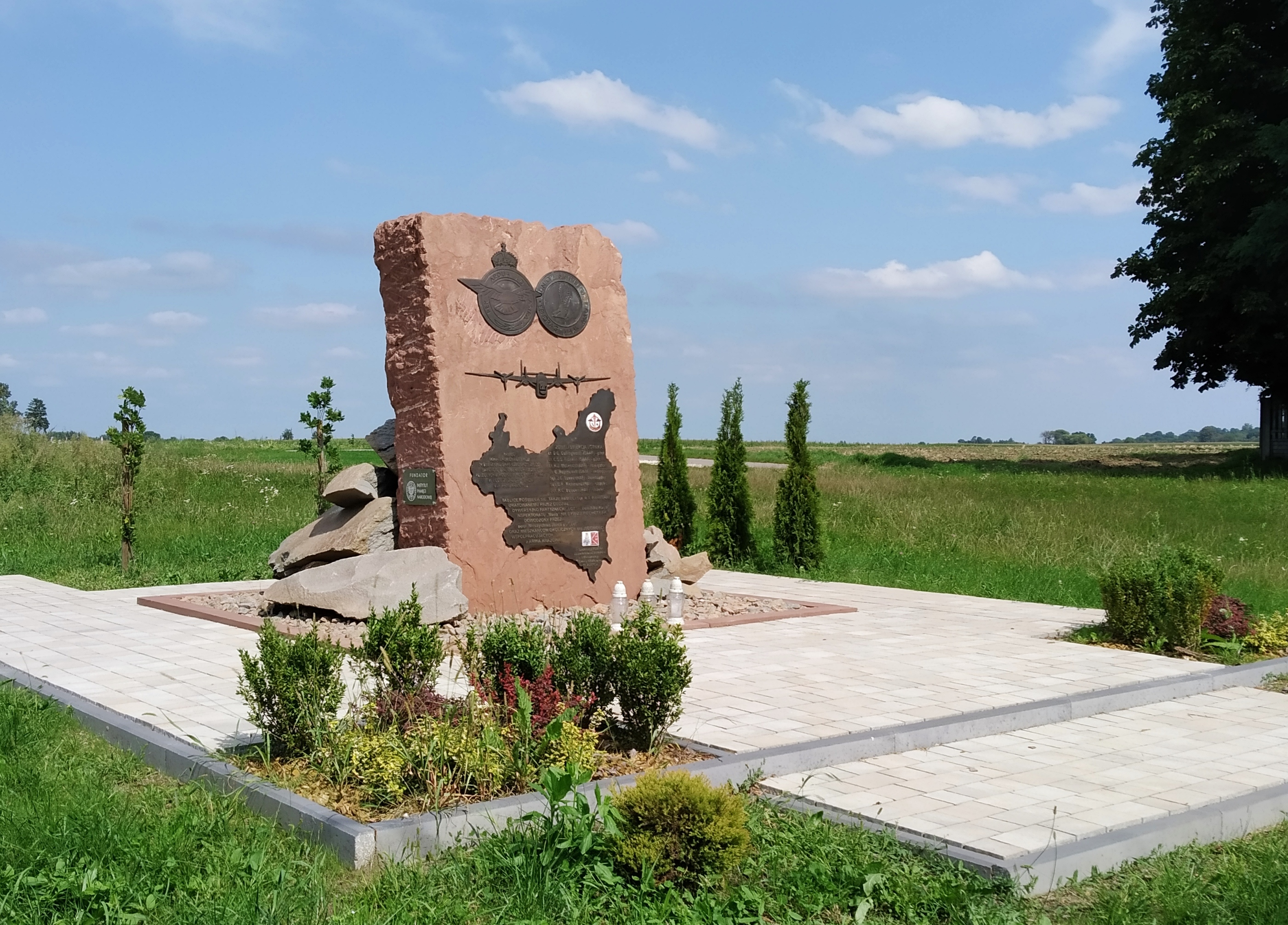
Pomnik lotników RAF SAAF w Kocinie wykonany z piaskowca tumlinskiego

Piaskowiec tumliński – piaskowiec wydobywany w kilku lokalizacjach na Wzgórzach Tumlińskich, w powiecie kieleckim, w województwie świętokrzyskim, w Polsce. Należy do północno-zachodniego obrzeżenia Gór Świętokrzyskich. Wiek piaskowca tumlińskiego to trias (w stratygrafii lokalnej pstry piaskowiec).
Piaskowiec tumliński powstał na skutek procesów eolicznych z wydm lub barchanów. Ze względu na lepsze parametry warstw (miąższość nawet kilkudziesięciometrowa oraz długość przekraczająca 20 m) oraz lepsze obtoczenie ziaren, piaskowiec o genezie eolicznej jest przemysłowo cenniejszy niż powstały w tym samym okresie czerwony piaskowiec utworzony przez procesy fluwialne, którego złoża również znajdują się w powiecie kieleckim.
Odsłonięcia piaskowca tumlińskiego można oglądać m.in. w rezerwacie przyrody Kręgi Kamienne i na górze Ciosowa.

## Skład mineralogiczny
Głównym minerałem budującym piaskowiec tumliński jest kwarc. Pobocznie występują również ziarna amfiboli (zazwyczaj bazaltowych, rzadko zwyczajnych), apatytu z wrostkami ilmenitu, cyrkonu, granatu (z pyłem grafitowym), magnetytu, skaleni, rutylu, turmalinu oraz zoizytu. Z rzadka występuje ponadto hipersten. Z skamieniałości można w nim znaleźć kości labiryntodontów oraz sporadycznie detrytus.
Spoiwo głównie krzemionkowe.

## Historia
Początek eksploatacji sięga czasów średniowiecza. Trwa ona nieprzerwanie do dziś.
Obecnie wydobycie prowadzi się w dwóch kamieniołomach: w Tumlinie-Podgrodzie, w gminie Miedziana Góra oraz w Siodłach, w gminie Zagnańsk. Nieczynne kamieniołomy znajdują się na górze Ciosowa, w Ciosowej oraz w Tumlinie-Wykieniu (oba stanowiska w gminie Miedziana Góra).

## Cechy fizyczne
Piaskowiec tumliński jest barwy czerwonej i czerwonobrunatnej.
- Gęstość 2,64 g/cm³
- Szczelność 0,897 g/cm³
- Porowatość 10,23%
- Wytrzymałość na ściskanie 23,4–28,0 MPa
- Mrozoodporność całkowita

Podobny jest do pochodzącego z tego samego okresu, nieco młodszego piaskowca wąchockiego.

## Zastosowanie
Piaskowiec tumliński stosuje się w budownictwie oraz w drogownictwie.

### Przykłady zastosowania
Wybrane obiekty, w których wykorzystany był piaskowiec tumliński:
- Kielce:
  - płyty chodnikowe i krawężniki
  - Bank Gospodarki Żywnościowej przy ul. Sienkiewicza 47
- elewacja gmachu Ministerstwa Spraw Zagranicznych w Warszawie
- płyty chodnikowe w Krakowie
- pomnik poległych 1939–1945 gminy Samsonów
- kamienny drogowskaz w Samsonowie
- pomnik lotników RAF SAAF w Kocinie[3]